# Trànsportni (Magadan)
Trànsportni (en rus: Транспортный) és un poble (possiólok) de l'óblast de Magadan, a Rússia, que en el cens del 2010 tenia 156 habitants.